# Tessa Violet
Tessa Violet Williams (nascuda el 20 de març de 1990), anteriorment coneguda com a Meekakitty, és una cantautora, video bloguera, actriu, directora de videoclips i antiga model nord-americana. Originalment blogger de vídeo, amb el pas dels anys, el contingut en línia de Tessa Violet es va dedicar a la seva carrera musical amb Violet després d'haver publicat dos àlbums d'estudi, Maybe Trapped Mostly Troubled el 2014 i Bad Ideas el 2019.

## Vida i carrera
Violet va créixer a Ashland, Oregon i va actuar en produccions teatrals mentre estudiava a l'institut. Va començar el vlogging diari el 2007 per a un projecte escolar amb el nom d'usuari Meekakitty quan treballava a Hong Kong i Tailàndia com a model de moda. Tanmateix, va deixar de ser modelista el 2009. El primer contingut de Violet es va centrar en la narració d'històries, dibuixos i vídeos musicals, inclosos els vídeos musicals fets per fans per a artistes populars com Relient K, Family Force 5 i Mika.
Després de traslladar-se a la ciutat de Nova York el 2009, Violet va guanyar l'atenció després de guanyar 100.000 dòlars en una competició de YouTube rebent la majoria de comentaris sobre la seva entrada de vídeo. El 2011, Violet va aparèixer al videoclip musical de Nanalew, company de creació de YouTube, de la cançó "Sail" d'Awolnation. El vídeo es va fer viral i des de llavors ha acumulat més de 350 milions de visualitzacions. El 24 de setembre de 2012, Violet va aparèixer al videoclip de "Cray Button" de Family Force 5. També va dirigir el videoclip de la cançó del grup "Chainsaw", amb Tedashii.
Des que va començar a gravar i llançar música el 2013, el focus del canal de Violet s'ha convertit en la seva música original. També ha deixat caure el sobrenom Meekakitty, en lloc d'utilitzar el seu nom real, Tessa Violet, a totes les plataformes. Més tard es va convertir en un canal de música oficial el 2019.

## Música
Violet va llançar el seu primer àlbum Maybe Trapped Mostly Troubled el 18 de març de 2014. L'àlbum va ser produït per Seth Earnest als estudis Maker, amb John Zappin com a A&R. Malgrat la manca d'atenció de les fonts de mitjans tradicionals, el disc va debutar al número 10 de la llista Billboard Heatseekers i va vendre 5.000 còpies en els primers tres mesos.
Violet va llançar el senzill principal "Dream" del seu EP Halloway el 16 de setembre de 2016. L'EP complet es va publicar el 14 d'octubre de 2016. Va publicar vídeos de totes les cançons del projecte.
El 2018, Violet va revelar que treballava en el seu segon àlbum, Bad Ideas. "Crush", el primer senzill del disc, es va llançar el 15 de juny de 2018. El mateix dia es va llançar a YouTube un vídeo musical d'acompanyament dirigit per Big Forest. A partir de setembre de 2020, el videoclip ha arribat a més de 70 milions de visualitzacions a YouTube. El senzill va fer que Violet aparegués a Artist On The Rise de YouTube. Tot l'àlbum es publicaria el 3 d'agost de 2018 abans d'una modificació del pla de llançament de l'àlbum. El tema principal de l'àlbum, "Bad Ideas", es va publicar com a senzill el 30 de novembre de 2018. "I Like (the idea of) You" va sortir al maig del 2019. Va publicar Bad Ideas (Act One) al juliol del 2019, amb remescles dels tres primers senzills del projecte.
El 25 d'octubre, Violet va llançar el seu segon disc Bad Ideas. L'àlbum conté 11 temes, 4 dels quals s'han publicat com a senzills (Crush, Bad Ideas, I Like (la idea de) You i Games)). La cançó es va llançar a través del segell T∆G MUSIC.
Violet també ha participat en nombroses col·laboracions musicals. El desembre de 2014, Violet es va associar amb el seu músic de YouTube Rusty Clanton per formar la banda People You Know. La parella va llançar un àlbum de Nadal anomenat You, Me and Christmas, amb quatre cançons de portada i una cançó original titulada "You and Christmas". També ha col·laborat amb Dodie Clark, Lauren Aquilina, Orla Gartland i Bry.
Violet cita artistes com Lorde, Bleachers, Lily Allen, Taylor Swift, Cavetown i Julia Michaels entre les seves influències.